# Malus honanensis
Malus honanensis är en rosväxtart som beskrevs av Alfred Rehder. Malus honanensis ingår i släktet aplar, och familjen rosväxter. Inga underarter finns listade i Catalogue of Life.